# Batalla de Queronea
La batalla de Queronea (en griego antiguo ἡ μάχη τῆς Χαιρώνειας, transliterado como he makhē tēs Khairōneias) se libró en el año 338 a. C. cerca de la ciudad griega de Queronea, en Beocia, entre las fuerzas de Filipo II de Macedonia y una alianza de polis griegas compuesta principalmente por Atenas y Tebas. La batalla fue la culminación de la campaña griega de Filipo II (339-338 a. C.) y acabó en una victoria decisiva de los macedonios.
Filipo II había llevado la paz en 346 a. C. a una Grecia devastada por la guerra poniendo fin a la tercera guerra sagrada y a sus diez años de conflicto con Atenas por la supremacía en el mar Egeo norte con la Paz de Filócrates. Filipo contaba con un reino ampliado, un poderoso ejército y abundantes recursos, lo que lo convirtió de facto en el «líder de Grecia». Muchas de las ferozmente independientes polis griegas percibieron el poder de Filipo en el 346 a. C. como una amenaza a su libertad, especialmente Atenas, donde el político Demóstenes lideró los esfuerzos por desembarazarse de la influencia del rey macedonio. Cuando en el 340 a. C. Atenas formó una alianza con una ciudad que estaba siendo asediada por las fuerzas de Filipo, este declaró la guerra al estado ático. Por ello, en el verano del 339 a. C. Filipo dirigió su ejército hacia Grecia, lo que provocó la formación de una alianza de ciudades-estado opuestas a él y liderada por Atenas y Tebas.
Después de varios meses de estancamiento, Filipo avanzó hacia Beocia en un intento por abrirse camino hasta el Ática, pero se encontró al ejército aliado, similar en tamaño al suyo y en una ventajosa ubicación, bloqueando el camino cerca de Queronea. Los detalles sobre la batalla son escasos, pero tras una larga lucha los macedonios aplastaron ambos flancos de la línea aliada y se hicieron con la victoria.
La batalla es considerada como una de las más decisivas del mundo antiguo. Los ejércitos de Atenas y Tebas fueron aniquilados y no pudieron continuar su resistencia, por lo que la guerra llegó a un final abrupto. Filipo fue capaz de imponer una solución a Grecia que todos los estados aceptaron con la excepción de Esparta. Como resultado se creó la Liga de Corinto, que convirtió a todas las polis participantes en aliados activos de Macedonia y entre ellas, con Filipo como garante de la paz. Al tiempo, el rey macedonio fue elegido strategos (general) de una guerra panhelénica contra Persia que llevaba tiempo planeándose. Sin embargo, antes de iniciar la campaña, Filipo fue asesinado y el Reino de Macedonia y la responsabilidad de conducir la guerra contra los persas recayó en su hijo Alejandro Magno.

## Contexto histórico
En la década posterior a su ascenso al trono en 359 a. C. el rey macedonio Filipo II fortaleció y amplió rápidamente sus dominios por Tracia y Calcídica, en la costa norte del mar Egeo. En esta expansión se vio favorecido por la distracción en otros lugares de Atenas y Tebas, entonces las polis más poderosas del mundo heleno. Entre los acontecimientos que ocupaban a los atenienses y los tebanos estaban la guerra Social (357-355 a. C.) y la tercera guerra sagrada desencadenada en el centro de Grecia en 356 entre la Fócida y el resto de miembros de la liga Anfictionía de Delfos. Gran parte de la expansión macedonia en este período fue a costa de los atenienses, quienes consideraban la costa del norte del Egeo como su esfera de influencia, por lo que Filipo fue a la guerra contra Atenas entre 356 y 346 a. C.

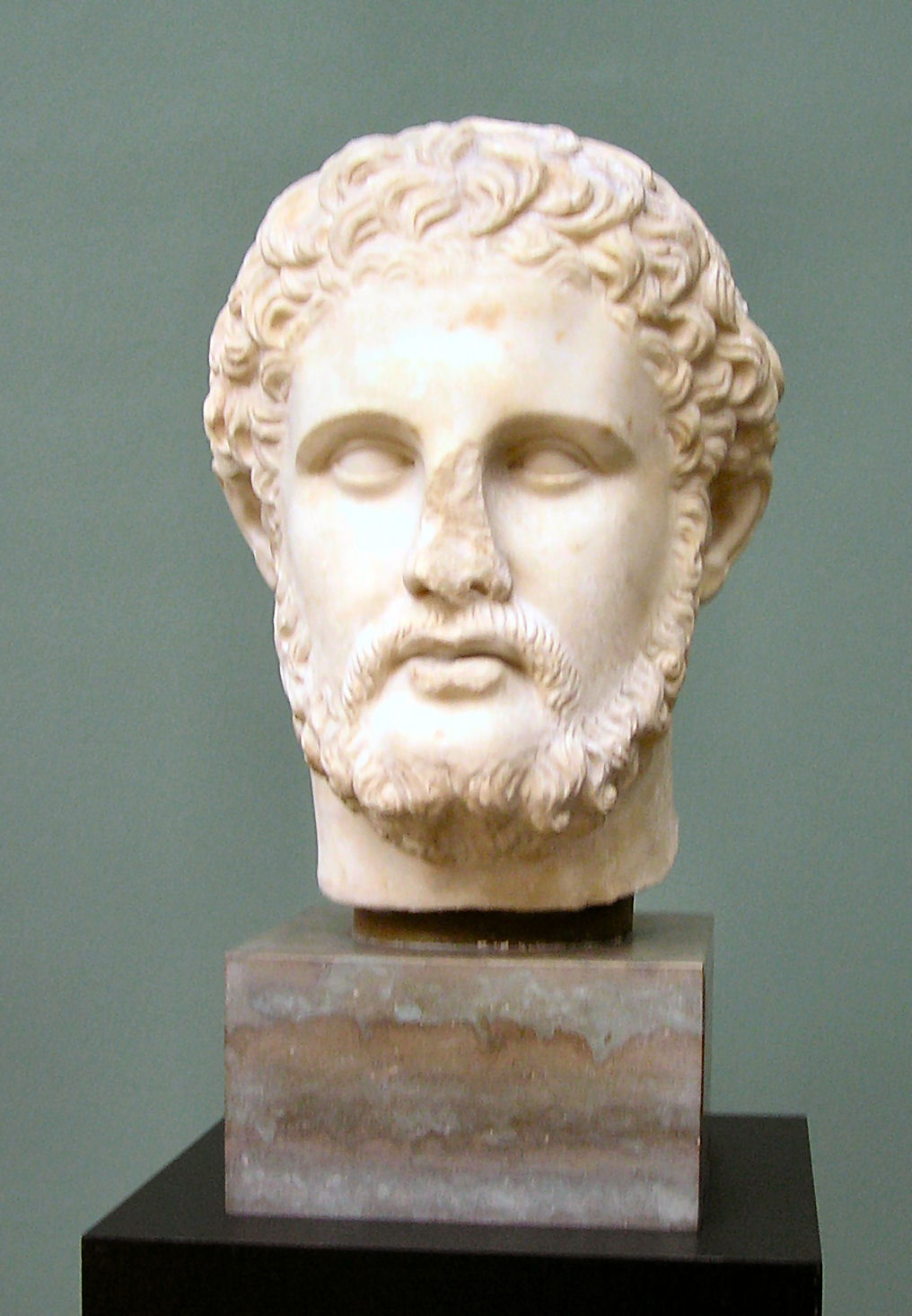
Busto de Filipo II de Macedonia.

Filipo no fue en principio un beligerante de la Guerra Sagrada, pero se involucró a petición de los tesalios. Viendo la oportunidad de expandir su influencia dentro de la propia Grecia, Filipo propició y obtuvo entre los años 353 y 352 una victoria decisiva sobre la Fócida en la batalla del Campo de Azafrán, en Tesalia. Tras este éxito el rey macedonio fue nombrado arconte de Tesalia, lo que le dio el control sobre los impuestos e ingresos de la Liga Tesalia y aumentó en gran medida su poder. Sin embargo, Filipo no intervino más en la Guerra Sagrada hasta 346 a. C. A comienzos de ese año los tebanos, que habían soportado el mayor peso de la Guerra Sagrada, junto con los tesalios, pidieron a Filipo que asumiera el «liderazgo de Grecia» y se uniera a ellos en la guerra contra la Fócida. Para entonces el poder de Filipo era tan grande que la Fócida ni siquiera intentó la resistencia y se rindió ante él, por lo que el rey macedonio puso fin a un conflicto particularmente sangriento sin llegar a combatir. Otorgó al consejo de la Anfictionía la responsabilidad de castigar a la Fócida, pero se aseguró de que sus condiciones no fueran demasiado duras. A pesar de ello, la Fócida fue expulsada de la liga Anfictionía, sus ciudades fueron destruidas y sus habitantes reasentados en pueblos de no más de 50 casas.
Ya en 346 a. C. los atenienses estaban hartos de la guerra, incapaces de igualar a las fuerzas de Filipo II, y habían comenzado a contemplar la necesidad de firmar la paz con el rey macedonio. A pesar de ello, cuando quedó claro que Filipo marcharía al sur ese año, los atenienses planearon auxiliar a la Fócida (de la cual eran aliados) para mantener a los macedonios fuera del centro de Grecia mediante el bloqueo del paso de las Termópilas, donde el número superior de tropas de Filipo sería menos concluyente. Los atenienses ya usaron con éxito esta táctica para prevenir el ataque de Filipo a la propia Fócida tras la batalla del Campo de Azafrán, cuando la ocupación de las Termópilas no se hizo solo para proteger a la Fócida, sino también para mantener a los macedonios alejados de la Grecia central e impedirles marchar contra Atenas. Sin embargo, a fines de febrero el general Falecos fue restaurado en el poder en Fócida y rehusó permitir a los atenienses el bloqueo del estrecho paso de las Termópilas. Privados repentinamente de asegurarse su propia seguridad, los atenienses fueron también forzados a firmar la paz con el rey macedonio. El tratado suscrito, la Paz de Filócrates, convirtió a Atenas en un reticente aliado del Reino de Macedonia.

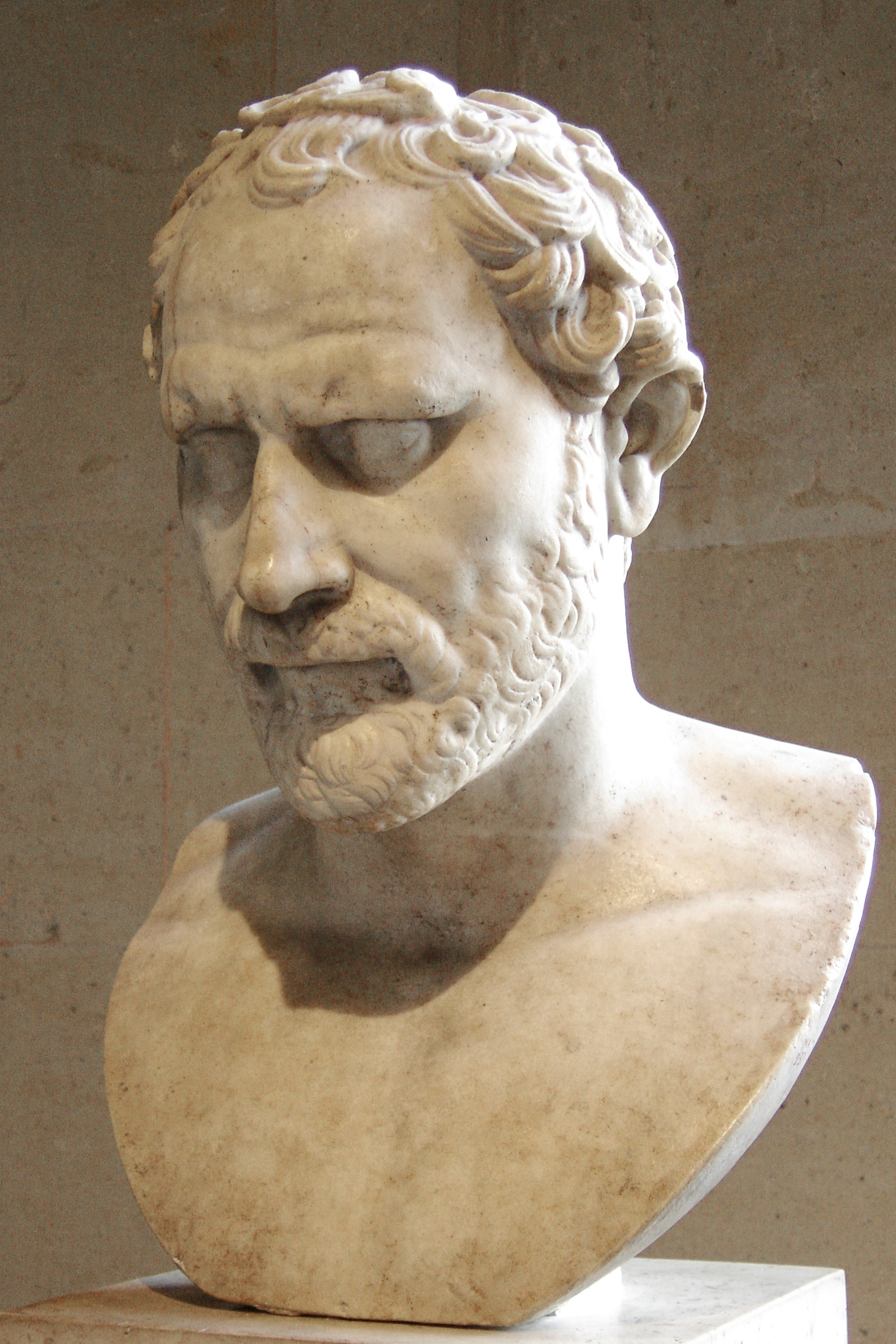
Busto del político ateniense Demóstenes.

Para los atenienses el tratado fue oportuno, pero nada popular. Las acciones de Filipo II en 346 a. C. habían expandido su influencia sobre toda Grecia, y aunque había traído la paz, enseguida empezó a ser visto como el enemigo de la tradicional libertad de las polis helenas. El orador y político Demóstenes había sido el principal arquitecto de la Paz de Filócrates, pero tan pronto como fue firmada comenzó a renegar de ella. En los siguientes años Demóstenes se convirtió en líder de los partidarios de la guerra en Atenas y a cada oportunidad que se le presentaba intentaba socavar la paz. Del 343 en adelante, y con el fin de provocar la guerra, Demóstenes y sus seguidores usaban cada expedición o acción de Filipo para argumentar que estaba rompiendo la paz. Por el contrario, también existió en Atenas un sentimiento, encabezado por Esquines, de que la paz, aunque impopular, debía ser mantenida y consolidada. A pesar de ello, hacia el final de la década los partidarios de la guerra se fueron imponiendo y comenzaron a provocar abiertamente a Filipo, pues en 341 el general ateniense Diopites asoló el territorio de la ciudad de Cardia, aliada de Filipo, ante las peticiones macedonias de desistir. La paciencia de Filipo se acabó cuando los atenienses firmaron una alianza con Bizancio, polis que estaban sitiando en esos momentos los macedonios. Filipo II escribió a Atenas la declaración de guerra y poco después puso fin al asedio de Bizancio. El historiador George Cakwell sugiere que Filipo había decidido hacer frente a Atenas de una vez por todas, y tras una campaña contra los escitas, comenzó a preparar la guerra en Grecia.

## Preludio
La inminente campaña de Filipo en Grecia estuvo ligada a una nueva Guerra Sagrada, la Cuarta. Los ciudadanos de Ámfisa, en la Lócrida Ozolia, habían empezado a cultivar una tierra consagrada a Apolo en la llanura Criseana, al sur de Delfos. Tras algunas disputas internas, el consejo de la Anfictionía decidió declarar una guerra sagrada a la polis de Ámfisa. El delegado tesalio propuso que Filipo debería convertirse en el líder de la Anfictionía para esta campaña, lo que dio al rey macedonio el pretexto para iniciar la guerra en Grecia, aunque es probable que el monarca macedonio hubiera llevado adelante sus planes de todos modos.
A comienzos de 339 a. C. los tebanos se habían apoderado de la ciudad de Nicea, cerca de las Termópilas, enclave que Filipo había guarnecido en 346. El rey macedonio no se tomó esto como una declaración de guerra, pero le presentó un problema significativo porque cerraba la principal ruta hacia Grecia. Sin embargo, existía un segundo camino hacia la Grecia central, atravesando el monte Calidromo y descendiendo hacia Fócida. Los atenienses y los tebanos habían olvidado este paso, o pensaron que los macedonios no lo usarían, porque quedó desguarnecido y las tropas de Filipo penetraron en Grecia sin oposición alguna. El rey macedonio había sido relativamente benévolo con los habitantes de la Fócida al final de la tercera guerra sagrada en el 346 a. C. y esto le dio ahora sus frutos. Al llegar a Elateia, Filipo ordenó que la ciudad fuera repoblada, y en los siguientes meses toda la confederación de Fócida volvió a su estructura estatal anterior. Con ello el rey macedonio obtuvo una base en Grecia y unos nuevos y agradecidos aliados, los fócidos. Los macedonios debieron llegar a Fócida en noviembre del 339 a. C., pero la batalla de Queronea no se libró hasta agosto del año siguiente, 338 a. C. En esos meses el rey macedonio delegó su responsabilidad en el consejo de la Anfictionía. Asimismo, engañó a un ejército de 10 000 mercenarios que custodiaba el camino que llevaba de Fócida a Ámfisa para que abandonara sus puestos, tras lo que tomó esta segunda ciudad y expulsó a sus habitantes mandándolos a Delfos. Es probable que Filipo se implicara en nuevos esfuerzos diplomáticos para evitar más conflictos en Grecia, pero si fue así, no tuvo éxito.
Cuando se conoció en Atenas la noticia de la llegada de los macedonios a Elateia, cundió el pánico en la ciudad. En lo que Cakweel describe como su momento de mayor orgullo, Demóstenes clamó contra la desesperación y propuso que los atenienses buscaran una alianza con los tebanos, tras lo que su propuesta fue aceptada y lo enviaron como embajador. Filipo también había enviado una embajada a Tebas solicitando que se unieran a él, o al menos que le permitieran el paso sin obstáculos a través de Beocia, compuesta por los macedonios Amintas y Clearco, y el tesalio Daoco. Dado que los tebanos no estaban aún formalmente en guerra contra los macedonios, podrían haber evitado el conflicto. Sin embargo, a pesar de la proximidad del ejército de Filipo y su tradicional enemistad con la capital del Ática, los tebanos se unieron a los atenienses en defensa de la libertad de Grecia. El ejército de Atenas ya había sido enviado de forma preventiva en dirección a Beocia, por lo que pudo unirse a las fuerzas tebanas pocos días después de que la alianza fuera acordada.
Los detalles de la campaña que llevó a Queronea son completamente desconocidos. Es de presumir que a Filipo se le impidió penetrar en Beocia a través del monte Helicón, pues por allí habían cruzado los espartanos en su camino a la batalla de Leuctra, o por cualquier otro camino de acceso desde Fócida. Es cierto que se produjeron algunas escaramuzas previas, pues Demóstenes alude en sus discursos a una «batalla en invierno» y una «batalla en el río», pero no han sobrevivido más detalles. Finalmente, en agosto de 338 a. C., el ejército de Filipo marchó en línea recta por la vía principal de Fócida a Beocia para enfrentarse al grueso del ejército aliado que defendía el camino en Queronea.

## Las fuerzas enfrentadas

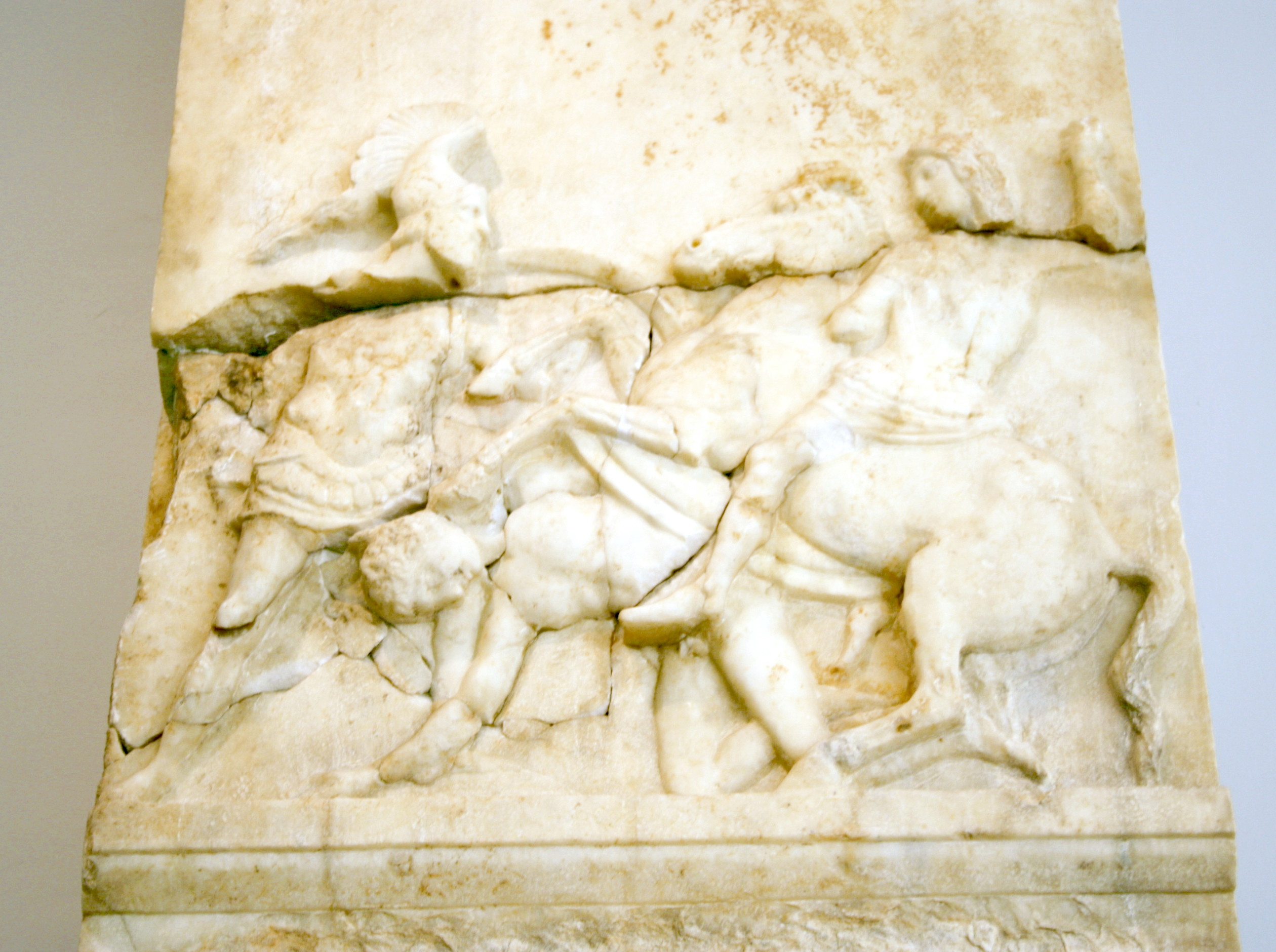
Relieve funerario del soldado ateniense Panchares, quien probablemente murió en la batalla de Queronea.

Según Diodoro Sículo, el ejército macedonio contaba con 30 000 soldados de infantería y 2000 de caballería, cifras generalmente aceptadas por la historiografía moderna. El rey Filipo tomó el mando del ala derecha de su ejército y colocó a su hijo Alejandro, de dieciocho años, al cargo del ala izquierda, donde estuvo acompañado por un grupo de experimentados generales macedonios.
El ejército aliado griego incluía contingentes de las polis de Acaya, Corinto, Calcis, Epidauro, Megara y Trecén, aunque la mayoría de tropas procedían de Atenas y Tebas. La fuerza ateniense estaba liderada por los generales Cares y Lisicles, y la tebana por Teágenes. Ninguna fuente informa del número de hombres del ejército aliado, aunque el historiador romano Marco Juniano Justino afirma que era «muy superior en número de soldados». En la actualidad se piensa que el número de aliados era muy similar al de macedonios. Los atenienses tomaron posición en el ala izquierda, los tebanos en el ala derecha y el resto de aliados en el centro.

## Consideraciones estratégicas y tácticas
El ejército aliado griego había tomado posición cerca de Queronea, sobre el camino principal. En su flanco izquierdo la línea griega llegaba a las faldas del monte Turión, bloqueando el lado de la vía que llevaba a Lebadea, mientras que en el derecho llegaba hasta el río Cefiso, cerca de una estribación del monte Aktion. Por tanto, esta línea griega alcanzaba los 4 km de longitud y estaba asegurada en ambos flancos. Por otra parte, la línea griega parece que se orientó hacia el noreste a lo largo de la llanura que quedaba en medio, por lo que no encaró la dirección de avance de la formación macedonia. Esto le impidió a Filipo intentar concentrar su fuerza sobre el ala derecha de los aliados porque el avance del flanco izquierdo griego habría amenazado su flanco derecho. Aunque el rey macedonio hubiera intentado concentrar su fuerza contra la izquierda griega, las tropas allí situadas estaban en un alto y cualquier ataque a ellas habría sido muy complicado. Debido a que los griegos permanecían a la defensiva, pues solo pretendían detener el avance macedonio, su posición era estratégica y tácticamente muy sólida.

## La batalla
Los detalles sobre el desarrollo de la batalla son escasos. Diodoro Sículo es el único que la relata, y dice que «una vez comenzada, la batalla fue muy disputada durante mucho tiempo y hubo muchas bajas en ambos bandos, de modo que durante largo rato el combate dio esperanzas de victoria a ambos bandos». Añade que el joven Alejandro, que «tenía su corazón puesto en mostrar su destreza a su padre», tuvo éxito en romper la línea griega ayudado por sus compañeros y finalmente consiguió poner en fuga el ala derecha aliada. Mientras tanto, Filipo avanzó personalmente contra la izquierda griega y también la puso en fuga.

Plan de batalla en Queronea. En rojo aparecen los aliados griegos y en azul los macedonios.

Este breve relato se puede completar si se da crédito a la narración de Polieno sobre el combate, quien recogió pequeños retazos de información sobre esta guerra en sus Strategemata. Algunos de sus datos son también citados por fuentes fiables, pero otros son manifiestamente falsos. A falta de más fuentes, no está claro qué pasaje sobre Queronea debe ser aceptado o rechazado. Polieno afirma que Filipo combatió la izquierda griega, pero luego retiró sus tropas, que fueron perseguidas por los atenienses. Cuando llegó a una zona elevada, detuvo la retirada, atacó a los atenienses y los derrotó. En otra «strategemata» Polieno sugiere que Filipo prolongó deliberadamente la batalla para obtener beneficio de la inexperiencia de los soldados de Atenas (los veteranos soldados macedonios estaban más acostumbrados a la fatiga) y retrasó su ataque principal hasta que los atenienses estuvieron exhaustos. Este último dato también es recogido en las Strategemata de Frontino.
El relato de Polieno ha llevado a algunos historiadores modernos a proponer tentativamente la siguiente síntesis de la batalla de Queronea. Cuando el combate general hacía tiempo que había comenzado, Filipo trató de realizar con su ejército un movimiento de giro, retirando su ala derecha y haciendo rotar toda la línea sobre su centro. Al mismo tiempo, empujando hacia delante, el ala izquierda macedonia atacó a los tebanos del ala derecha aliada y abrió brecha en la línea griega. En la izquierda helena los atenienses persiguieron a Filipo, pero su línea se alargó y desordenó, momento en el que los macedonios dieron la vuelta, atacaron y pusieron en fuga a los exhaustos e inexpertos soldados de Atenas. El ala derecha griega, asaltada por las tropas macedonias dirigidas por Alejandro, también comenzó la retirada, poniendo así fin a la batalla.
Varios historiadores modernos, como Hammond y Cakwell, sitúan a Alejandro al mando de una compañía de caballería, los hetairoi, durante la batalla, tal vez debido al empleo por parte de Diodoro de la palabra «compañía». Sin embargo, no hay ninguna mención a esta caballería en ninguna fuente antigua sobre la batalla, ni tampoco parece que hubiera espacio para que esta operara contra el flanco izquierdo del ejército griego. Plutarco dice que Alejandro fue «el primero en romper las filas del Batallón Sagrado de Tebas», élite de la infantería tebana, desplegado en el extremo derecho de la línea de batalla aliada. No obstante, también dice que este Batallón Sagrado «había combatido las lanzas de la falange [macedonia] cara a cara». Esto, junto con la improbabilidad de que la caballería cargara contra la infantería tebana armada con lanzas (la caballería en general siempre evitaba esas barreras), ha llevado al historiador Gaebel y a otros a sugerir que Alejandro debió estar en Queronea al mando de un cuerpo de falange macedonia.
Diodoro dice que en la batalla de Queronea murieron más de mil atenienses y fueron hechos dos mil prisioneros, mientras que los tebanos sufrieron unas pérdidas similares. Plutarco afirma que perecieron los 300 componentes del Batallón Sagrado, antes considerado invencible. Ya en época romana se creía que el León de Queronea, un enigmático monumento escultórico erigido en el lugar de la batalla, marcaba el lugar en que yacía el Batallón Sagrado. Unas excavaciones modernas encontraron los restos de 254 soldados enterrados bajo el monumento, por lo que se acepta generalmente que en efecto se trata de la tumba del Batallón Sagrado, ya que es poco probable que todos sus componentes muriesen en la batalla.

## Consecuencias
George Cawkwell afirma que la de Queronea fue una de las batallas más decisivas de la historia antigua. Después de esa batalla ningún ejército heleno podría impedir el avance de Filipo II de Macedonia, y la guerra llegó a su fin. En Atenas y Corinto los registros informan de los desesperados intentos por reconstruir las murallas de las ciudades y prepararse para un asedio. Sin embargo, Filipo no tenía intención de sitiar ninguna ciudad, ni tampoco de conquistar Grecia, pues su intención era que los griegos fueran unos aliados para su planeada invasión del imperio persa y que el mundo heleno permaneciera estable en su retaguardia mientras emprendía la campaña en Asia, por lo que seguir luchando era contrario a sus deseos. El rey macedonio marchó primero hacia la ciudad de Tebas, que se rindió a él, tras lo que expulsó a los líderes que se le habían opuesto, los sustituyó por tebanos favorables a los macedonios que habían sido exiliados y estableció una guarnición macedonia. También ordenó que las ciudades beocias de Platea y Tespias, destruidas por Tebas en anteriores conflictos, fueran reconstruidas. En general, Filipo trató de forma severa a los tebanos, haciéndoles pagar por la liberación de sus prisioneros e incluso por el entierro de sus caídos, pero no disolvió la Liga Beocia.

El mundo heleno en 336 a. C., tras la creación de la Liga de Corinto.

Por el contrario, Filipo fue muy indulgente con Atenas. Aunque disolvió la Segunda Liga ateniense, les permitió conservar su colonia en la isla de Samos y sus prisioneros fueron puestos en libertad sin pagar rescate. Los motivos de Filipo no están muy claros, pero una posible explicación es que tenía la esperanza de emplear la flota ateniense en su campaña contra Persia, pues Macedonia no contaba con una armada poderosa y por tanto necesitaba ganarse a la capital del Ática. El rey macedonio también hizo la paz con otros aliados, Corinto y Calcis, que controlaban localizaciones estratégicamente importantes y recibieron una guarnición macedonia. Luego se volvió hacia Esparta, ciudad que no había tomado parte en el conflicto, pero que podía aprovechar la situación para sacar provecho de la delicada situación de otras polis para atacar a sus vecinos en el Peloponeso. Los espartanos rechazaron la invitación de Filipo para entrar a negociar y en respuesta los macedonios arrasaron su región, Laconia, pero sin llegar a atacar a la propia Esparta.
Parece que en los meses siguientes a la batalla de Queronea Filipo se movió por Grecia haciendo la paz con otras polis, negociando con los espartanos e instalando guarniciones. Sus movimientos probablemente fueron una demostración de fuerza al resto de ciudades helenas para que no trataran de oponerse. A mediados de 337 a. C. parece que estaba acampado cerca de Corinto y comenzó a trabajar para crear una liga de ciudades-estado que garantizara la paz en Grecia y le proveyera asistencia militar contra Persia. El resultado fue la formación de la Liga de Corinto en la segunda mitad de ese año en un congreso organizado por Filipo. Todas las polis, salvo Esparta, firmaron la liga. Los términos principales del acuerdo fueron que todos los firmantes eran aliados del resto de polis y del Reino de Macedonia, y que todos tenían libertad de atacar, de navegar y de interferir en asuntos internos. Filipo y las guarniciones macedonias instaladas en Grecia actuarían como «garantes de la paz». A instancias de Filipo, el sínodo de la Liga declaró la guerra a Persia y votó al rey macedonio como strategos de la próxima campaña militar.
A comienzos de 336 a. C. se envió a Persia un avance de la fuerza macedonia, a la que Filipo debía seguir al año siguiente. Sin embargo, antes de que pudiera partir el rey fue asesinado por uno de sus guardaespaldas y su hijo Alejandro se convirtió en rey de Macedonia. En una serie de campañas que duraron del 334 al 323 a. C., Alejandro Magno conquistó todo el imperio persa.